# Indiara
Indiara là một đô thị thuộc bang Goiás, Brasil. Đô thị này có diện tích 956,473 km², dân số năm 2007 là 13274 người, mật độ 13,9 người/km².